# 沃龍欽
50°54′10″N 24°52′14″E / 50.90278°N 24.87056°E
沃龍欽（烏克蘭語：Ворончин），是烏克蘭的村落，位於該國西部沃倫州，由盧茨克區負責管轄，始建於1407年，面積3平方公里，海拔高度192米，2001年人口561，人口密度每平方公里187人。